# Conselve
Conselve est une commune italienne de la province de Padoue, dans la région Vénétie.

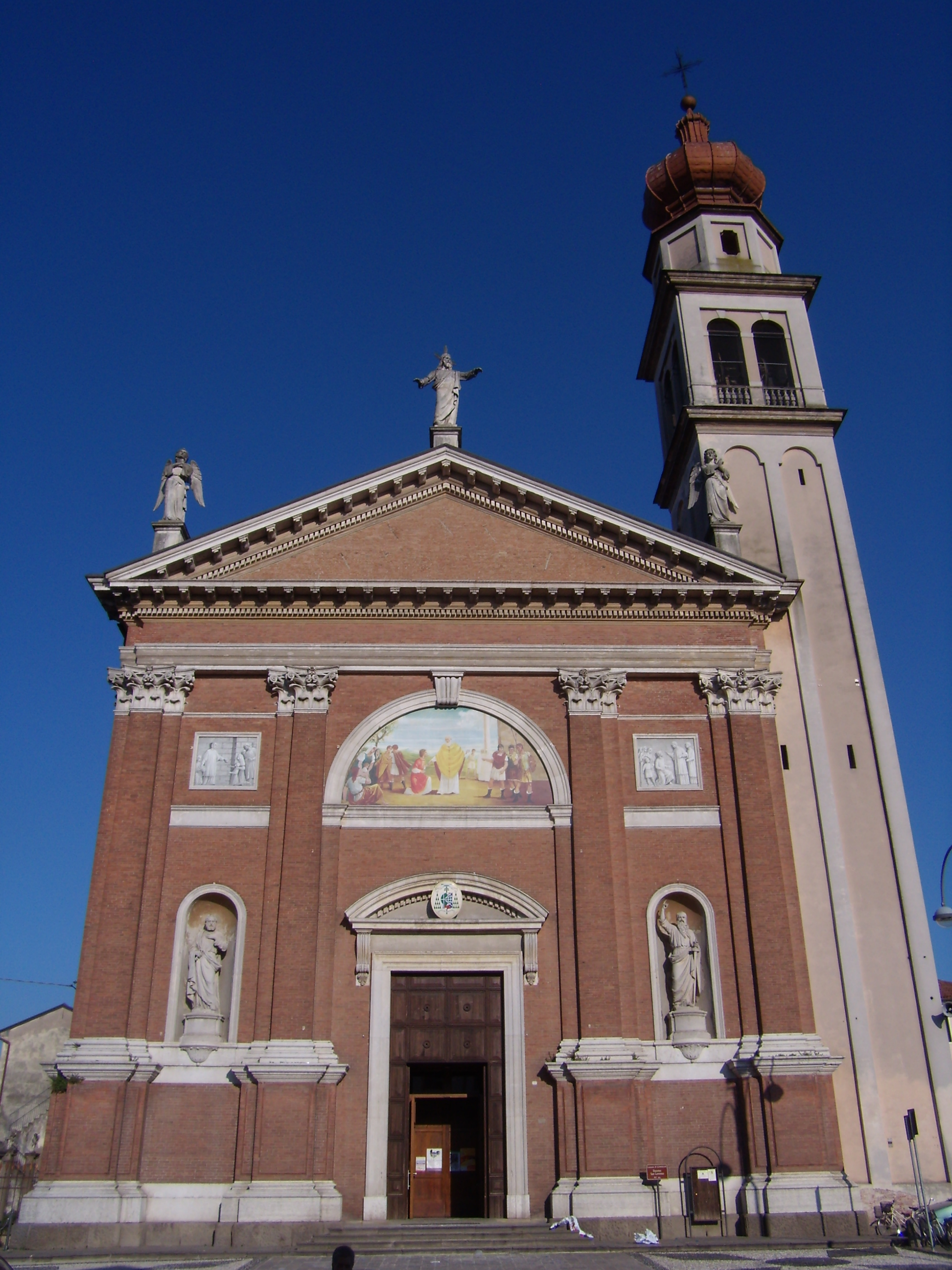
Cathédrale de San Lorenzo.

## Administration
| Période                                  | Période | Identité | Étiquette | Qualité |
| ---------------------------------------- | ------- | -------- | --------- | ------- |
|                                          |         |          |           |         |
| Les données manquantes sont à compléter. |         |          |           |         |

### Hameaux
Palù, Beolo.

### Communes limitrophes
Arre, Bagnoli di Sopra, Cartura, San Pietro Viminario, Terrassa Padovana, Tribano.